# 多刺棘鯰
多刺棘鯰（Acanthodoras spinosissimus），是輻鰭魚綱鯰形目棘甲鯰科的其中一種。

## 分布
本魚分布於南美洲秘魯、巴西、哥倫比亞、蓋亞那的亞馬遜河及奧里諾科河流域。

## 特徵
本魚體色為深褐色，一條米色長滿棘刺的鱗甲條紋從肩部直貫穿到尾部，其他幾排脊柱的顏色與體色相似。鰭均為乳白色，有深色斑點；有三對觸鬚，體長可達13.7公分。

## 生態
本魚棲息於淡水溪流，性情溫和，屬雜食性。會發出咕嚕聲，故俗稱說話魚。據說體能分泌毒液。

## 經濟利用
無食用價值，可做為觀賞魚。